# Per Udd
Per Udd, var en svensk båtsman och bonadsmålare verksam under 1800-talets första hälft.
Udd var verksam som bonadsmålare i Blekinge under första delen av 1800-talet. I Snövleboda, Kyrkhults socken utförde han en serie väggdekorationer som finns bevarade. Målningarna är daterade 1825 och återger Elie himmelsfärd och David och Goliat i en allmogesil som står nära bonadsmåleriet i Dalarna. Han var verksam i flera olika socknar i Blekinge och man vet att han utförde en väggmålning med den lede själv i Jämshögs socken omkring 1825.  